# Slingeland (geslacht)
Slingeland, ook Van Oosten Slingeland is de naam van een Nederlands geslacht.

## Geschiedenis
De stamreeks begint met een Vas N.N., van wie verder niets bekend is dan hij in de tweede helft van de 17e eeuw kinderen kreeg in Giessen-Nieuwkerk en dat zijn kleinkinderen zich Slingeland gingen noemen. Verscheidene nazaten kregen een plek in het lokaal bestuur en bij de rechterlijke macht. Mr. Gabriel Leonard van Oosten Slingeland (1846-1906), advocaat in Schoonhoven, was met naam en toenaam vernoemd naar zijn grootvader Gabriel Leonard van Oosten. Hij werd de stamvader van de tak Van Oosten Slingeland.
De familie werd opgenomen in het Nederland's Patriciaat in 1940 en 1977.

## Familiewapen
Het familiewapen toont drie zwarte vogels op een goud schild. De dekkleden zijn goud en zwart gekleurd, het helmteken is een zwarte vogelkruk. Hendrik Slingeland  (1730-1798), schepen van Schoonhoven, zegelde in de jaren 80 van de 18e eeuw met dit wapen.

## Enkele telgen
- Hendrik Vassen
  - Vas Hendriksz. Slingeland (1687-na 1749), landbouwer en schepen in Giessen-Nieuwkerk
    - Hendrik Slingeland (1735-1782), landbouwer en schepen in Giessen-Nieuwkerk

  - Daem Hendriksz. Slingeland (1688-1756), koopman te Schoonhoven
    - Hendrik Slingeland (1730-1798), schepen en raad van Schoonhoven
    - Leendert Slingeland (1733-1811), koopman te Schoonhoven
      - Daniel Slingeland (1761-1826), schepen en raad van Schoonhoven; trouwde Maria van Oosten (1773-1844)
        - mr. Leendert Slingeland (1803-1880), burgemeester van Willige Langerak, advocaat en kantonrechter te Schoonhoven, lid Prov. Staten van Zuid-Holland
          - mr. Theodoor Gustaaf Adolf Slingeland (1835-1918), kantonrechter te Heusden
          - Adolf Willem Lodewijk Slingeland (1836-1910), directeur tramway in Den Haag
            - August Johan Adolf Slingeland (1873-1955), boekhouder gemeentelijke gasfabriek in Den Haag
              - Gustaaf Adolf Theophile Slingeland (1922-1945), verzetsman

        - Gabriel Leonard van Oosten Slingeland, heer van Cabauw en Zevender (1806-1874), wethouder van Schoonhoven, hoogheemraad Krimpenerwaard
          - mr. Gabriël Leonard van Oosten Slingeland (1846-1906), advocaat, commissionair in effecten; trouwde Claudine Jacoba Cambier van Nooten (1848-1924)
            - Catharina Elisabeth Sarah van Oosten Slingeland (1876-1949); trouwde mr. Henricus Andreas Sypkens (1872-1934), secretaris-rentmeester van Rijnland
            - Wilhemina Hendrika Johanna Andrea (Jo) van Oosten Slingeland (1877-1945), tekenaar en lithograaf

          - mr. Daniel van Oosten Slingeland (1845-1907), advocaat, commissionair in effecten en wethouder van Schoonhoven
            - Clasiena Johanna Geertruida (To) van Oosten Slingeland (1877-1975), schilder en graficus
            - mr. Gabriel Leonard van Oosten Slingeland R.N.L. (1880-1964), advocaat te Arnhem, president rechtbank Rotterdam

Geslachten die opgenomen zijn in het sinds 1910 verschijnende genealogische naslagwerk Nederland's Patriciaat. Lijst volgens opgave van het CBG Centrum voor familiegeschiedenis.
A · B · C · D · E · F · G · H · I · J · K · L · M · N · O · P · Q · R · S · T · U · V · W · Y · Z